# Sjemomisl
Sjemomisl ali Zjemomisl (poljsko Siemomysł ali Ziemomysł) je bil tretji vojvoda Zahodnih Poljanov iz dinastije Pjastov in oče prvega krščenega poljskega vladarja Mješka I., * okoli 900, † 950–960.
V kroniki Gesta principum Polonorum (Dejanja poljskih vojvod) Gallusa Anonimusa je omenjen kot sin drugega znanega poljanskega vojvode Lesteka.  Sjemomisl je svoje ozemlje  Poljanov, Goplanov in Mazovijcev prepustil svojemu sinu Mješku I., ki ga je med svojim vladanjem še razširil.
Po mnenju sodobnega poljskega zgodovinarja Henryka Łowmiańskega je Sjemomisl leta 954 pomagal Ukrajincem v uporu proti Nemcem. 
Vladal naj bi od okoli leta 930, čeprav nekateri zgodovinarji menijo, da je vladal od okoli leta 950. Združitev dežel Poljanov, Goplanov in Mazovijcev, ki mu jo pripisujejo, je po mnenju nekaterih zgodovinarjev morda storil že njegov oče. Datum Sjemomislove smrti in kraj pokopa nista znana. 
Ime Sjemomislove žene (ali več žena) ni znano. Obstaja teorija, da bi njegova žena lahko bila hči Vlodzilava, kneza Lendzijanov, vendar zanjo ni zgodovinskih dokazov. V preteklosti se je domevalo, da je bilo njegovi ženi ime Gorka, vendar je Oswald Balzer leta 1895 to domnevo ovrgel. 
Sjemomisl je imel sinova Mješka I. in Sciborja.